# Bjergirisk
Bjergirisk (Linaria flavirostris) er en lille spurvefugl i familien finker, der yngler i åbne områder med sparsom vegetation i forskellige dele af Nordeuropa, Mellemøsten og Centralasien, hvor den lever af frø fra urter. Det er en selskabelig fugl, der kan yngle i løse kolonier. I Danmark er arten en almindelig gæst fra Norge i vinterhalvåret, hvor den ses i større eller mindre flokke på især strandenge.
Det videnskabelige artsnavn flavirostris betyder gulnæbbet.

## Udseende og stemme
Bjergirisk er en 13-14 centimeter stor, gulbrun fugl, der minder om hunnen af tornirisk og gråsisken. Næbbet er gult om vinteren og gråt om sommeren. Ryg og sider er kraftigt stribede. Hannen har i sommerdragten en rød ustribet overgump, der derimod hos hunner og ungfugle er brun og stribet.
Nemmest er bjergirisk at kende på kaldestemmen, der er et karakteristisk, hæst tvæid sammen med andre kald, der minder om torniriskens.

## Forekomst og yngleforhold
Bjergirisk er udbredt dels i Nordeuropa og dels i Mellemøsten, Kaukasus og Centralasien. I Nordeuropa yngler den i Storbritannien og i det nordlige og vestlige Norge, hvor der findes en stor bestand på flere hundred tusind par, der især yngler i bjergområder langs kysten.
Bjergirisk kan yngle i løse kolonier, hvor reden f.eks. placeres under en busk på en klippehylde. De 5-6 æg ruges af hunnen i cirka 11 dage og ungerne bliver i reden i yderligere omkring 11 dage. De fodres hovedsageligt med frø. Der kan lægges to kuld årligt, i det mindste i det sydlige Norge.
Mellem oktober og april ses bjergirisk almindeligt i Danmark som træk- og vintergæst fra Norge. Den er især almindelig om efteråret og kan i nogle år optræde invasionsagtigt. Her opholder den sig på strandenge, overdrev eller stubmarker, hvor fuglene færdes i rastløse flokke, mens de indbyrdes kommnunikerer ivrigt med deres kaldestemmer. De lever her af frø fra blandt andet gråbynke, agersennep og gåsefod. Fuglene kan overnatte i nærmeste by på tage og gesimser, hvilket kan minde om Norges klippevægge.

## Underarter
Der findes omkring 11 underarter af bjergirisk:
- L. f. bensonorum, Ydre Hebrider (vestlige Skotland)
- L. f. pipilans, nordlige Irland og nordlige Storbritannien
- L. f. flavirostris, nordlige Skandinavien og nordvestlige Rusland (overvintrer i Centraleuropa)
- L. f. brevirostris, Tyrkiet, Kaukasus og nordlige Iran
- L. f. kirghizorum, nordlige og centtrale Kasakhstan
- L. f. korejevi, nordøstlige Kasakhstan til det nordvestlige Kina (overvintrer i det centrale Afghanistan)
- L. f. altaica, sydvestlige Sibirien samt nordlige og vestlige Mongoliet
- L. f. montanella, Kirgisistan til det vestlige Kina
- L. f. pamirensis, Tadsjikistan, nordlige Afghanistan og nordvestlige Pakistan
- L. f. miniakensis, østlige Tibet og vestlige Kina
- L. f. rufostrigata, vestlige og sydlige Tibet, nordlige Indien og nordlige Nepal